# Oscar Brose
Oscar Brose (* 24. Februar 2002 in Hannover) ist ein deutscher Schauspieler mit Wohnsitz in Essen und Maastricht.

## Leben
Bekannt wurde er durch den Kinofilm Junges Licht von Adolf Winkelmann, in dem er die Hauptrolle des Julian an der Seite von Charly Hübner und Lina Beckmann spielte.

## Filmografie
- 2015: Junges Licht, Regie Adolf Winkelmann
- 2017: Glück ist was für Weicheier, Regie Anca Miruna Lazarescu
- 2018: Sommerferien (Musikvideo), Regie Ingo Schmoll
- 2018: Helen Dorn: Nach dem Sturm (Fernsehfilm), Regie Sebastian Ko
- 2019–2022: Ella Schön, Regie Holger Haase
- 2021: Tatort: Der Herr des Waldes, Regie Christian Theede
- 2021: Bettys Diagnose – We are family, Regie Tina Kriwitz
- 2022: Tatort: Finsternis
- 2022: SOKO Köln (Fernsehserie, Folge Der gute Doktor)
- 2023: Balko Teneriffa (Fernsehserie, Folge Mord im Paradies)